# Rev

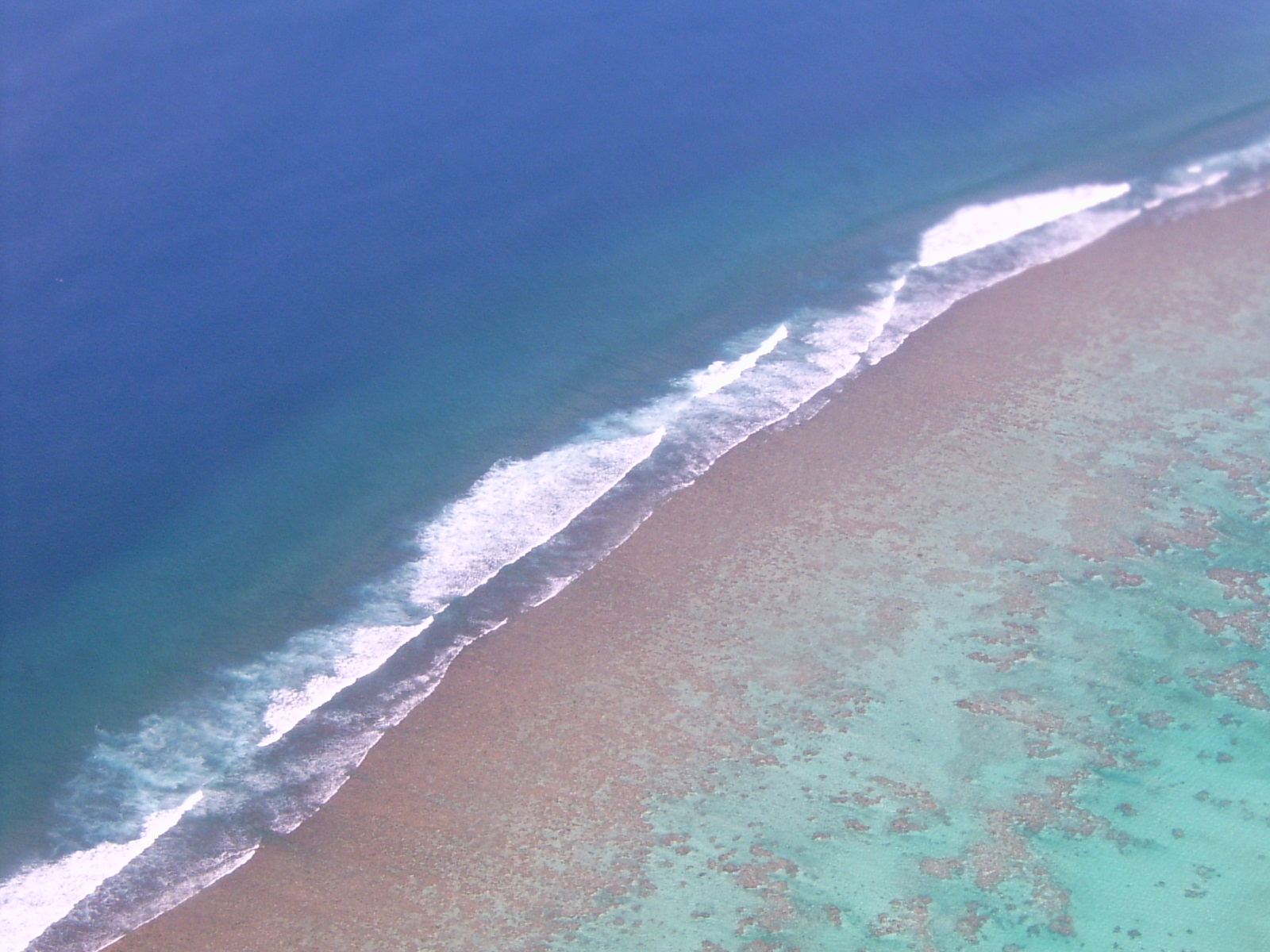
Ett rev utanför Aitutaki, Cooköarna

Ett rev är en friliggande eller från land utskjutande långsträckt undervattensgrund, eller en bank. Rev kan bestå av till exempel klippor, koraller, vrak, eller material som havsströmmar fört med sig och därmed erbjuda skydd för fiskar och andra djur. Olika typer av rev är till exempel korallrev, högrev, stenrev och konstgjorda rev.

## Listor över rev

### Sverige

#### -rev
- Ottenby rev, ett naturreservat utanför Ölands södra udde, i Mörbylånga kommun

### Finland

#### -rev
Platsnamn med ändelse -rev är näremot 400 i Finlands kustskärgårdar. Rev betyder på svenska och i lokal dialekt stenrev, långsträckt morängrund. Exempel är
- Ullholms revet i Vårdö, Åland
- Kalvholms revet i Brändö, Åland
- Själarevet i Houtskär, Pargas
- Simonsharu revet i Nagu, Pargas
- Vidbuskrevet i Ingå
- Svedjehamnsrevet i Björkö, Korsholm

#### -revel
Det finns ett hundratal platsnamn med ändelsen -revel. Revel betyder långsträckt grund av sand och sten.  Exempel är 
- Skepphusreveln i Brändö, Åland
- Bockholms revlarna i Iniö, Pargas
- Kralreveln i Korpo, Pargas
- Bässreveln i Replot, Korsholm
- Stensundsreveln i Öja,  Karleby